# Cerro Negro de Calasparra
El Cerro Negro de Calasparra es un pequeño cono volcánico achatado de la Región de Murcia, en el municipio de Calasparra. Al NO de la capital municipal, casi a la entrada del cortijo de Benefudre. El volcán tiene unos 400 m de largo y unos 225 m de ancho, y con un cráter de 80 m de diámetro (regla de Google Earth). Está formado de rocas lamproitas, y en el interior del cráter; se encuentra un conjunto de columnas basálticas. 
El municipio de Calasparra no tiene al Cerro Negro como único volcán; también en la zona de Nuestra Señora de La Esperanza, se puede encontrar restos de domos volcánicos, y cráteres erosionados. Pertenece al Área volcánica de Murcia.
El Cerro Negro está propuesto como «Lugar de interés geológico español de relevancia internacional» (Global Geosite) por el Instituto Geológico y Minero de España por su interés petrológico, con la denominación «VU009: Edificio volcánico de Calasparra», dentro del contexto geológico «Vulcanismo neógeno y cuaternario de la península ibérica».